# فوجيو ميتاري
فوجيو ميتاري (باليابانية:御手洗 冨士夫) ، هو رئيس شركة كانون ، من مواليد 23 سبتمبر 1935م،.

## حياته
تخرج فوجيو من جامعة تشوا في طوكيو بتخصص القانون، وبدأ العمل كرئيس فرع شركة كانون في الولايات المتحدة الأمريكية سنة 1989م، واستمر في منصبه حتى استقال سنة 2011م .
وشهد في عهده نجاحات هائلة لإنتاج كاميرات كانون طوال حياته. Through a large overhaul he was able to bring the company back to profitability with a style that was coined "the Mitarai way." وفي سنة 2012 أصبح رئيسا لشركة كانون في اليابان.